# Ray Dennis Steckler
Ray Dennis Steckler pseudonim Cash Flagg (ur. 25 stycznia 1938 r. w Reading (Pensylwania), zm. 7 stycznia 2009 r. w Las Vegas) – amerykański aktor, scenarzysta, producent i reżyser.

## Filmografia

### Aktor w filmie
- 2005: Hooligan's Valley jako Głos
- 1994: Steckler Interviews
- 1986: Las Vegas Weekend jako profesor college'u
- 1969: Body Fever jako Charles Smith
- 1965: Lemon Grove Kids Meet the Monsters jako Gopher
- 1964: The Incredibly Strange Creatures Who Stopped Living and Became Mixed-Up Zombies!!? jako Jerry
- 1964: The Thrill Killers jako Mad Dog Glick
- 1962: Wild Guitar jako Steak
- 1962: Wild Ones on Wheels jako Kaznodzieja
- 1962: Eegah jako pan Fishman

### Reżyseria
- 1997: Summer of Fun
- 1987: Anioł zemsty (War Cat)
- 1986: Las Vegas Serial Killer
- 1983: Plato's Retreat West
- 1983: Weekend Cowgirls
- 1982: Debbie Does Las Vegas
- 1981: Indian Lady
- 1979: The Hollywood Strangler Meets the Skid Row Slasher
- 1976: Teenage Dessert
- 1976: Sex Rink
- 1975: Teenage Hustler
- 1975: Red Heat
- 1974: Perverted Passion
- 1974: Sexorcist Devil
- 1974: Triple Play
- 1972: Sexual Satanic Awareness
- 1971: The Horny Vampire
- 1971: Sacrilege
- 1971: The Mad Love Life of a Hot Vampire
- 1971: Blood Shack
- 1969: Body Fever
- 1968: Sinthia, the Devil's Doll
- 1966: Rat Pfink a Boo Boo
- 1965: Lemon Grove Kids Meet the Monsters
- 1964: The Thrill Killers
- 1964: The Incredibly Strange Creatures Who Stopped Living and Became Mixed-Up Zombies!!?
- 1962: Wild Guitar